# Harrison Peak
Der Harrison Peak ist ein 2830 m hoher Berg im Norden des ostantarktischen Viktorialands. In den Victory Mountains ragt er 8 km nördlich des Mount McDonald an der Nordflanke des Wood-Gletschers auf.
Der United States Geological Survey kartierte ihn anhand eigener Vermessungen und Luftaufnahmen der United States Navy aus den Jahren von 1960 bis 1964. Das Advisory Committee on Antarctic Names benannte ihn 1970 nach William R. Harrison, Biologe auf der McMurdo-Station von 1967 bis 1968.